# Història de la ràdio a Andorra
Radio Andorra i Sud Radio van deixar de funcionar el 1982.
Als anys vuitanta es van registrar diversos episodis de ràdios pirates. "Un cotxe, una emissora de freqüència modulada i a córrer. El cotxe es plantava a la Comella i emetia des d'allà amb una gran antena. S'emetia sobretot música i alguna consigna bàsicament perquè se sabés què s'estava escoltant. No era tant el missatge que s'emetés. Emetre era el missatge".
Poc després del tancament de les dues històriques emissores, el mateix 1982, els van produir uns greus aiguats i la població va ser conscient de la mancança d'una ràdio nacional que se'n pogués fer ressò. Al cap de poc naixia Ràdio Valira (Promarts), impulsada per Gualbert Osorio i Josep Rabadà.